# Conciertos Alas
Conciertos Alas es la denominación que tuvo dos espectáculos organizados por la Fundación América Latina en Acción Solidaria (ALAS) con el fin de ayudar a la sociedad latinoamericana. Tuvo lugar en la Ciudad de México y Buenos Aires el 17 de mayo de 2008.
Su iniciativa fue impulsada principalmente por la cantante colombiana Shakira, quien desde hacía años pensaba en organizar un "Live 8 latinoamericano", como se denominó en ocasiones a los Conciertos Alas. La Fundación ALAS busca lanzar "un nuevo movimiento social para generar un compromiso colectivo, que apoyará programas de desarrollo infantil temprano para los niños en América Latina".
Algunos de los artistas que participaron de dichos conciertos fueron Mercedes Sosa, Alejandro Sanz, Gustavo Cerati, Juan Luis Guerra, Juanes, Maná, Lucero, Miguel Bosé, Ricky Martin, Paulina Rubio y Shakira, entre otros.

## Transmisión por televisión
- Argentina - TN
- Colombia - Caracol Televisión